# 鈴鹿國定公園
鈴鹿國定公園（日语：／ Suzuka Kokutei Kōen），是位在日本三重縣、滋賀縣的國定公園。1968年7月22日指定。
由於降雨量大，樹林十分茂密。北部多石灰岩地形。南部東麓多花崗岩地形與河川侵蝕溪谷。
鄰近中京圈，因此遊客十分多。2003年（平成15年）三重縣側的觀光人數達320萬1千人，在縣內僅次於伊勢志摩國立公園、水鄉縣立自然公園。

## 地理

### 面積
- 29,893ha
  - 滋賀縣域 - 17,184ha
  - 三重縣域 - 12,709ha

### 山
- 御池岳（日语：御池岳）（1,242m）[4]
- 藤原岳（日语：藤原岳）（1,120m）
- 龍岳（日语：竜ヶ岳 (三重県・滋賀県)）（1,099m）
- 釋迦岳（日语：釈迦ヶ岳 (鈴鹿)）（1,092m）
- 御在所岳（日语：御在所岳）（1,212m）
- 雨乞岳（日语：雨乞岳）（1,238m）
- 鎌岳（日语：鎌ヶ岳）（1,157m）
- 入道岳（日语：入道ヶ岳）（906m）
- 仙岳（961m）
- 明星岳（549m）
- 筆捨山（日语：筆捨山）（286m）
- 羽黑山（291m）
- 觀音山（222m）
- 那須原山（800m）
- 綿向山（日语：綿向山）（1110m）
- 龍王山（826m）
- 水無山（990m）

### 溪谷
- 青川峽
- 宇賀溪（日语：宇賀渓）
- 八風溪谷
- 朝明溪谷
- 宮妻峽（日语：宮妻峡）
- 小岐須溪谷
- 石水溪（日语：石水渓）

## 景點

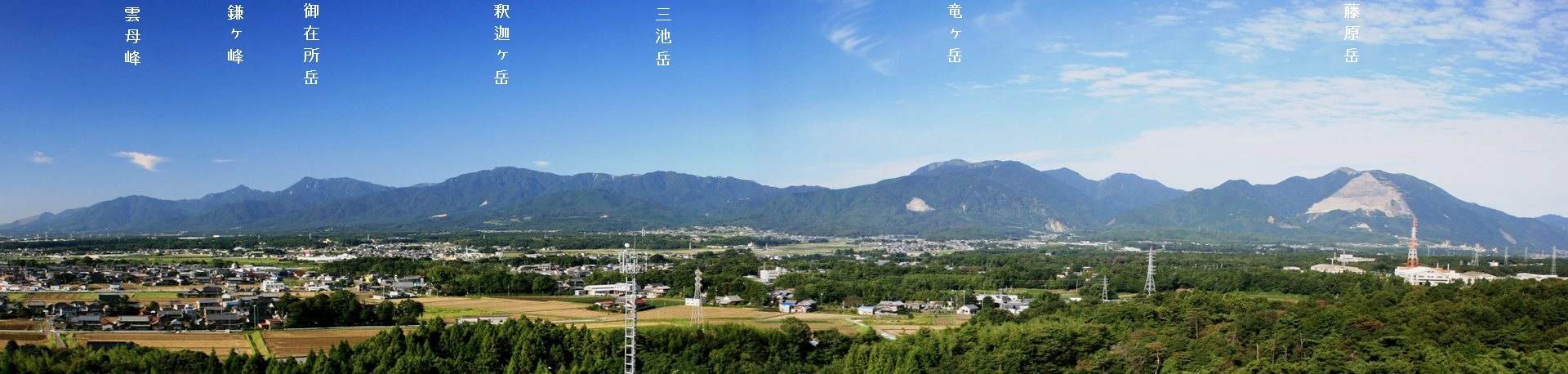
員辨市遠望鈴鹿山脈

- 湯之山溫泉（日语：湯の山温泉 (三重県)）
- 椿大神社

## 關連市町村
- 三重縣 - 員辨市、四日市市、鈴鹿市、龜山市、伊賀市、菰野町
- 滋賀縣 - 甲賀市、東近江市、日野町、多賀町

## 交通

### 汽車
高速道路
- 東名阪自動車道
- 新名神高速道路

一般國道
- 國道306號（日语：国道306号）
- 國道421號（日语：国道421号）
- 國道477號（日语：国道477号）

### 鐵道
- 近畿日本鐵道湯之山線
- 三岐鐵道三岐線

## 集團設施地區
| 地區名 | 面積    | 所在地         | 使用人數（人） |
| ------ | ------- | -------------- | -------------- |
| 永源寺 | 115.0ha | 滋賀縣東近江市 | －             |

## 關連項目
- 國定公園

## 外部連結
- （日語）観光三重 （页面存档备份，存于）
- （日語）鈴鹿國定公園 （页面存档备份，存于）